# Trofeo Ayuntamiento de Zamora
Le Trofeo Ayuntamiento de Zamora est une course cycliste espagnole qui se déroule habituellement au mois de mars à Zamora, en Castille-et-León. Elle est organisée le Club Deportivo Ciclismo Zamora.
Disputé sur un court tracé d'un peu plus de 80 kilomètres, cette épreuve se conclut fréquemment par une arrivée groupée favorable aux sprinteurs. Elle comprend néanmoins quelques difficultés dans sa seconde moitié de parcours avec les montées de Villalcampo, Muelas del Pan et La Barrosa, toutes classées en troisième catégorie et propice aux attaquants,. 

## Palmarès depuis 2004
| Année | Vainqueur              | Deuxième                 | Troisième                |
| ----- | ---------------------- | ------------------------ | ------------------------ |
| 2004  | Víctor Gómez           | Jaume Rovira             | Pedro Luis Marichalar    |
| 2005  | Diego Rodríguez        | Juan José Abril          | Ángel Gutiérrez          |
| 2006  | Lucas Sebastián Haedo  | Jesús Palacio            | Pol Nabben (de)          |
| 2007  | David Santiago         | Ángel Moreno             | Juan José Sánchez        |
| 2008  | Federico Pagani        | Francisco Javier Alonso  | Mikel Filgueira          |
| 2009  | Carlos Bruquetas       | David Gutiérrez          | José Antonio de Segovia  |
| 2010  | Antonio Olmo           | Adrián Rodríguez         | Diego Rubio              |
| 2011  | Leonid Krasnov         | Bruno Saraiva            | Sergey Shilov            |
| 2012  | Víctor Martín          | Unai Iparragirre (es)    | Jorge Martín Montenegro  |
| 2013  | Iván Martínez          | Pedro Gregori            | David Rañó               |
| 2014  | Iván Martínez          | Pedro Gregori            | David Francisco          |
| 2015  | Dmitri Strakhov        | Vadim Zhuravlev          | Aitor González Prieto    |
| 2016  | Diego Pablo Sevilla    | Óscar Hernández          | Juan Camacho             |
| 2017  | Óscar Pelegrí          | Cristian Torres          | Miguel Ángel Ballesteros |
| 2018  | Francisco García Rus   | Antonio Jesús Soto       | Francesc Zurita          |
| 2019  | Lev Gonov              | Julián Barrientos        | Ibon Ruiz                |
| 2020  | Alejandro Gómiz        | Jorge Martín Montenegro  | Álex Jaime               |
| 2021  | Miguel Ángel Fernández | Andoni López de Abetxuko | Nicolás Antorena         |
| 2022  | Noel Martín            | Alejandro Gómiz          | Francisco García Rus     |
| 2023  | Francisco García Rus   | Harrison Bailey          | Vicente Rojas            |
| 2024  | Ivan Smirnov           | Tommaso Bessega          | Haritz Azurmendi         |